# کارل منکل
کارل منکل (آلمانی: Carl Menke؛ زادهٔ ۳ ژوئیهٔ ۱۹۰۶- درگذشته نامشخص) بازیکن هاکی روی چمن اهل آلمان است.